# لوک میچل
لوک میچل (به انگلیسی: Luke Mitchell) یک بازیگر و مدل استرالیایی است که بیشتر برای ایفای نقش رومئو اسمیت در سریال خانه و دوری شهرت دارد.

## فیلم‌ها
- مأموران شیلد[۳] در نقش لینکلن کمپبل[۴] (نقش اصلی، ۲۹ قسمت)
- مادران و دختران در نقش نلسون کویین
- خانه و دوری در نقش رومئو اسمیت (نقش اصلی، ۶۷۳ قسمت)
- H2O: فقط آب اضافه کنید در نقش ویل بنجامین (نقش اصلی، ۲۶ قسمت)
- انسان‌های فردا[۵] در نقش جان یانگ (نقش اصلی، ۲۲ قسمت)
- فقط برای اعضا در نقش جسی (پیلوت)
- نقطه کور در نقش رومن بریگز (نقش اصلی، ۴۷ قسمت)

## جوایز
| جایزه      | برای فیلم   | دسته‌بندی                                   | نتیجه |
| ---------- | ----------- | ------------------------------------------ | ----- |
| جایزه لوگی | خانه و دوری | جایزهٔ لوجی برای محبوب‌ترین استعداد مرد جدید | برنده |

## زندگی شخصی
- میچل سه برادر دارد و همچنین دارای یک خواهر کوچکتر به نام «بری» است.
- پدر و مادر وی از یکدیگر طلاق گرفته و هر دو مجدداً ازدواج کرده‌اند.
- وی به تخته سواری بر روی موج، طبیعت و رفتن به سینما علاقه دارد.
- در سال ۲۰۰۹، آشنایی و رابطه میچل با ربکا بریدز، همبازی خود در سریال خانه و دوری شروع شد. این زوج در مه ۲۰۱۲ اعلام نامزدی کرده[۶] و در ژانویه ۲۰۱۳ ازدواج کردند.[۷]